# Mulloidichthys pfluegeri
 Mulloidichthys pfluegeri  és una espècie de peix de la família dels múl·lids i de l'ordre dels perciformes.

## Morfologia
Els mascles poden assolir els 40 cm de longitud total.

## Distribució geogràfica
Es troba des de l'illa de Reunió fins a les Hawaii, les Illes Marqueses, les Illes de la Societat, les Illes Ryukyu, Tonga, les Illes Mariannes i les Illes Marshall.